# Rivalité Navy-Notre Dame
La  Rivalité Navy-Notre Dame, surnommée Battle for the Rip Miller Trophy, est une célèbre rivalité dans le football américain universitaire opposant l'équipe des Midshipmen de l'Académie navale d'Annapolis aux Fighting Irish de l'université de Notre-Dame-du-Lac.
Cette rivalité a été jouée chaque année de 1927 à 2019, ce qui en fait la plus longue rivalité intersectionnelle ininterrompue[2], la troisième plus longue rivalité ininterrompue dans son ensemble, ainsi que la deuxième plus longue rivalité jamais interrompue du football américain universitaire de la NCAA Division I FBS. En raison de la pandémie de COVID-19, le match de 2020 a été annulé, mettant fin à ces longues séquences, même si ces deux programmes ont joué un calendrier de saison d'automne en 2020.
Après la rencontre de 2024, Notre Dame mène la série avec 81 victoires pour 13 à la Navy et 1 nul. Avant que la Navy ne remporte un match en triple prolongation 46 à 44 en 2007, Notre Dame avait une séquence de 43 victoires consécutives soit la plus longue séquence de victoires consécutives entre deux adversaires annuels de l'histoire du football américain de NCAA Division I FBS. La précédente victoire de la Navy remontait à 1963 (35-14), avec à sa tête le futur vainqueur du trophée Heisman et quarterback de la NFL Roger Staubach.

## Histoire
Malgré le résultat unilatéral des dernières décennies, la plupart des fans de Notre Dame et de la Navy considèrent leur match de rivalité comme une tradition sacrée pour des raisons historiques. Les deux écoles ont de fortes traditions de football américain qui remontent aux débuts de ce sport. Notre Dame, comme de nombreuses universités a connu de graves difficultés financières pendant la Seconde Guerre mondiale, exacerbées par le fait qu'il s'agissait alors d'une institution exclusivement masculine. La marine américaine a fait de Notre Dame un centre de formation pour les candidats V-12 et a payé pour l'utilisation des installations pour maintenir l'université de Notre Dame à flot. Notre Dame a depuis lancé une invitation ouverte à la Navy pour jouer au football américain contre le Fighting Irish et elle considère le match comme un remboursement annuel d'une dette d'honneur.
La série est marquée par le respect mutuel, comme en témoigne le fait que chaque équipe se tient au garde-à-vous lors des alma maters d'après après match, une tradition qui a débuté en 2005. Le directeur sportif de la Navy, Chet Gladchuk Jr., lors du renouvellement de la série jusqu'en 2016, a déclaré : « ...it is of great interest to our collective national audience of Fighting Irish fans, Naval Academy alumni, and the Navy family at large. » (...cela présente un grand intérêt pour notre la base nationale des fans du Fighting Irish, des anciens élèves de l'Académie navale et de la famille de la Navy dans son ensemble) La série devrait se poursuivre indéfiniment ; les renouvellements ne sont qu'une simple formalité. Le 6 août 2020, la Navy et Notre Dame ont signé un accord prolongeant leur série pour les 12 prochaines saisons soit de 2021 à 2032.
Le match de 2020 a été annulé en raison de la pandémie de Covid-19 ayant perturbé les calendriers de football américain universitaire. Notre Dame a ainsi choisi de jouer le calendrier de l'Atlantic Coast Conference pour cette seule saison. L'ACC a permis à chaque équipe de jouer un match hors conférence, qui devait se dérouler dans l'État d'origine de l'université. Western Michigan avait initialement accepté de faire le court voyage de Kalamazoo à South Bend le 19 septembre, mais les Broncos ont ensuite annulé toute leur saison d'automne. Notre Dame a ensuite programmé un match à domicile à cette date contre South Florida de l'American Athletic Conference. Notre Dame a remporté ce match 52 à 0. Pendant ce temps, les Midshipmen ont choisi de jouer contre l'équipe indépendante de BYU au lieu de Notre Dame, à Annapolis ; BYU a battu la Navy 55 à 3 lors du match joué à huis clos.

### Sites d'accueil
Bien que le match soit souvent joué au Notre Dame Stadium de South Bend lorsque Notre Dame joue à domicile, il n'a jamais été joué au Navy–Marine Corps Memorial Stadium d'Annapolis en raison de sa taille relativement petite. Au lieu de cela, la Navy organise généralement le match dans des installations plus grandes telles que l'ancien Memorial Stadium de Baltimore ou l'actuel M&T Bank Stadium,, FedExField à Landover dans le Maryland, ou au Giants Stadium ou au MetLife Stadium à East Rutherford dans le New Jersey,. De 1960 à 1970, les Midshipmen ont organisé le match au John F. Kennedy Stadium de Philadelphie, et ils ont organisé les matchs de 1972, 1974 et 1993 au Veterans Stadium de Philadelphie
.
À l'occasion, la rivalité a eu lieu dans d'autres stades loin de la côte Est, en particulier dans des villes comptant une forte population de personnel de la marine américaine. Le Cleveland Stadium a accueilli des matchs entre 1932 et 1978, car Cleveland située dans l'Ohio, comptait un nombre considérable d'officiers de la marine, tandis que le match de 2016 a eu lieu à l'EverBank Field de Jacksonville en Floride, où se trouvent la Naval Air Station Jacksonville et la Base navale de Mayport,. Le match à domicile de la Navy en 2018 a eu lieu au SDCCU Stadium de San Diego en Californie, qui compte plusieurs installations militaires et la plus grande flotte navale du monde, lors de la première rencontre de la rivalité à l'ouest du fleuve Mississippi.
Le match a été joué trois fois à Dublin en Irlande, en 1996 à Croke Park et en 2012 et 2023 à l'Aviva Stadium. Un retour à Aviva en 2020 a été annulé en raison de la pandémie de Covid-19. Ce match avait d'abord été déplacé à Annapolis avant d'être finalement annulé. Il aurait été la première match de la rivalité à être joué dans le stade de la Navy
,.

## Trophée
Depuis 2011, le trophée Rip Miller est remis au vainqueur du match. Il fait référence à Edgar "Rip" Miller (en), ayant joué à Notre Dame (1922-1924) avant d'entraîner (1931-1947) et devenir administrateur (1948–1974) à la Navy.

## Palmarès
Le classement des équipes dans les tableaux ci-dessous est celui de l'Associated Press avant la saison 2014 et celui du comité du College Football Playoff depuis 2014.
Les victoires de Notre Dame en 2012 et 2013 ont été annulées par la NCAA le 22 novembre 2016, après que la NCAA ait constaté qu'un étudiant-entraîneur avait commis une faute académique envers deux joueurs de football américain et fourni à six autres joueurs des avantages académiques supplémentaires inadmissibles. La NCAA a également rejeté l'appel de Notre Dame le 13 février 2018. Ces victoires ne sont pas incluses dans le bilan historique de Notre Dame, ni dans le bilan de la série entre les deux universités (voir Wikipedia:WikiProject College football/Vacated victories (en) pour une explication de la façon dont les victoires annulées sont enregistrées),.
| 81 victoires pour Notre Dame   | 13 victoires pour la Navy     | 1 nul                         | match annulé (Covid-19)       | 2 résultats annulés par la NCAA |                               |
| Plus large victoire            | Notre Dame, 56–7 (1970)       | Notre Dame, 56–7 (1970)       | Notre Dame, 56–7 (1970)       | Notre Dame, 56–7 (1970)         | Notre Dame, 56–7 (1970)       |
| Plus longue série de victoires | Notre Dame, 43 (1964–2007)    | Notre Dame, 43 (1964–2007)    | Notre Dame, 43 (1964–2007)    | Notre Dame, 43 (1964–2007)      | Notre Dame, 43 (1964–2007)    |
| Bilan du trophée               | Notre Dame mène, 12–1 (91,7%) | Notre Dame mène, 12–1 (91,7%) | Notre Dame mène, 12–1 (91,7%) | Notre Dame mène, 12–1 (91,7%)   | Notre Dame mène, 12–1 (91,7%) |

| N° | Date              | Lieu                      | Vainqueur      | Score |
| -- | ----------------- | ------------------------- | -------------- | ----- |
| 01 | 15 octobre 1927   | Baltimore, Maryland       | Notre Dame     | 19–06 |
| 02 | 13 octobre 1928   | Chicago, Illinois         | Notre Dame     | 07–0  |
| 03 | 12 octobre 1929   | Baltimore, Maryland       | Notre Dame     | 14–07 |
| 04 | 11 octobre 1930   | South Bend, Indiana       | Notre Dame     | 26–02 |
| 05 | 14 novembre 1931  | Baltimore, Maryland       | Notre Dame     | 20–0  |
| 06 | 19 novembre 1932  | Cleveland, Ohio           | Notre Dame     | 12–0  |
| 07 | 4 novembre 1933   | Baltimore, Maryland       | Navy           | 07–0  |
| 08 | 10 novembre 1934  | Cleveland, Ohio           | Navy           | 10–06 |
| 09 | 26 octobre 1935   | Baltimore, Maryland       | Notre Dame     | 14–0  |
| 10 | 7 novembre 1936   | Baltimore, Maryland       | Navy           | 03–0  |
| 11 | 23 octobre 1937   | South Bend, Indiana       | Notre Dame     | 09–07 |
| 12 | 5 novembre 1938   | Baltimore, Maryland       | #4 Notre Dame  | 15–0  |
| 13 | 21 octobre 1939   | Cleveland, Ohio           | #2 Notre Dame  | 14–07 |
| 14 | 9 novembre 1940   | Baltimore, Maryland       | #7 Notre Dame  | 13–07 |
| 15 | 8 novembre 1941   | Baltimore, Maryland       | #7 Notre Dame  | 20–13 |
| 16 | 31 octobre 1942   | Cleveland, Ohio           | #4 Notre Dame  | 09–0  |
| 17 | 30 octobre 1943   | Cleveland, Ohio           | #1 Notre Dame  | 33–06 |
| 18 | 4 novembre 1944   | Baltimore, Maryland       | #6 Navy        | 32–13 |
| 19 | 3 novembre 1945   | Cleveland, Ohio           | Nul            | 06–06 |
| 20 | 2 novembre 1946   | Baltimore, Maryland       | #2 Notre Dame  | 28–0  |
| 21 | 1er novembre 1947 | Cleveland, Ohio           | #1 Notre Dame  | 27–0  |
| 22 | 30 octobre 1948   | Baltimore, Maryland       | #2 Notre Dame  | 41–07 |
| 23 | 29 octobre 1949   | Baltimore, Maryland       | #1 Notre Dame  | 40–0  |
| 24 | 4 novembre 1950   | Cleveland, Ohio           | Notre Dame     | 19–10 |
| 25 | 3 novembre 1951   | Baltimore, Maryland       | #13 Notre Dame | 19–0  |
| 26 | 1er novembre 1952 | Cleveland, Ohio           | #13 Notre Dame | 17–06 |
| 27 | 31 octobre 1953   | South Bend, Indiana       | #1 Notre Dame  | 38–07 |
| 28 | 30 octobre 1954   | Baltimore, Maryland       | #6 Notre Dame  | 06–0  |
| 29 | 29 octobre 1955   | South Bend, Indiana       | #9 Notre Dame  | 21–07 |
| 30 | 3 novembre 1956   | Baltimore, Maryland       | Navy           | 33–07 |
| 31 | 2 novembre 1957   | South Bend, Indiana       | #16 Navy       | 20–06 |
| 32 | 1er novembre 1958 | Baltimore, Maryland       | Notre Dame     | 40–20 |
| 33 | 31 octobre 1959   | South Bend, Indiana       | Notre Dame     | 25–22 |
| 34 | 29 octobre 1960   | Philadelphia, Pensylvanie | #4 Navy        | 14–07 |
| 35 | 4 novembre 1961   | South Bend, Indiana       | Navy           | 13–10 |
| 36 | 3 novembre 1962   | Philadelphia, Pensylvanie | Notre Dame     | 20–12 |
| 37 | 2 novembre 1963   | South Bend, Indiana       | #4 Navy        | 35–14 |
| 38 | 31 octobre 1964   | Philadelphia, Pensylvanie | #2 Notre Dame  | 40–0  |
| 39 | 30 octobre 1965   | South Bend, Indiana       | #4 Notre Dame  | 29–03 |
| 40 | 29 octobre 1966   | Philadelphia, Pensylvanie | #1 Notre Dame  | 31–07 |
| 41 | 4 novembre 1967   | South Bend, Indiana       | #10 Notre Dame | 43–14 |
| 42 | 2 novembre 1968   | Philadelphia, Pensylvanie | #12 Notre Dame | 45–14 |
| 43 | 1er novembre 1969 | South Bend, Indiana       | #10 Notre Dame | 47–0  |
| 44 | 31 octobre 1970   | Philadelphia, Pensylvanie | #3 Notre Dame  | 56–07 |
| 45 | 30 octobre 1971   | South Bend, Indiana       | #12 Notre Dame | 21–0  |
| 46 | 4 novembre 1972   | Philadelphia, Pensylvanie | #12 Notre Dame | 42–23 |
| 47 | 3 novembre 1973   | South Bend, Indiana       | #5 Notre Dame  | 44–07 |
| 48 | 2 novembre 1974   | Philadelphia, Pensylvanie | #7 Notre Dame  | 14–06 |
| 49 | 1er novembre 1975 | South Bend, Indiana       | #15 Notre Dame | 31–10 |
| 50 | 30 octobre 1976   | Cleveland, Ohio           | #11 Notre Dame | 27–21 |

| N° | Date               | Lieu                        | Vainqueur         | Score   |
| -- | ------------------ | --------------------------- | ----------------- | ------- |
| 51 | 29 octobre 1977    | South Bend, Indiana         | #5 Notre Dame     | 43–10   |
| 52 | 4 novembre 1978    | Cleveland, Ohio             | #15 Notre Dame    | 27–07   |
| 53 | 3 novembre 1979    | South Bend, Indiana         | #13 Notre Dame    | 14–0    |
| 54 | 1er novembre 1980  | East Rutherford, New Jersey | #3 Notre Dame     | 33–0    |
| 55 | 31 octobre 1981    | South Bend, Indiana         | Notre Dame        | 38–0    |
| 56 | 30 octobre 1982    | East Rutherford, New Jersey | Notre Dame        | 27–10   |
| 57 | 29 octobre 1983    | South Bend, Indiana         | #19 Notre Dame    | 28–12   |
| 58 | 3 novembre 1984    | East Rutherford, New Jersey | Notre Dame        | 18–17   |
| 59 | 2 novembre 1985    | South Bend, Indiana         | Notre Dame        | 41–17   |
| 60 | 1er novembre 1986  | Baltimore, Maryland         | Notre Dame        | 33–14   |
| 61 | 31 octobre 1987    | South Bend, Indiana         | #9 Notre Dame     | 56–13   |
| 62 | 29 octobre 1988    | Baltimore, Maryland         | #2 Notre Dame     | 22–07   |
| 63 | 4 novembre 1989    | South Bend, Indiana         | #1 Notre Dame     | 41–0    |
| 64 | 3 novembre 1990    | East Rutherford, New Jersey | #2 Notre Dame     | 52–31   |
| 65 | 2 novembre 1991    | South Bend, Indiana         | #5 Notre Dame     | 38–0    |
| 66 | 31 octobre 1992    | East Rutherford, New Jersey | #10 Notre Dame    | 38–07   |
| 67 | 30 octobre 1993    | Philadelphia, Pensylvanie   | #2 Notre Dame     | 58–27   |
| 68 | 29 octobre 1994    | South Bend, Indiana         | Notre Dame        | 58–21   |
| 69 | 4 novembre 1995    | South Bend, Indiana         | #8 Notre Dame     | 35–17   |
| 70 | 2 novembre 1996    | Dublin, Ireland             | #19 Notre Dame    | 54–27   |
| 71 | 1er novembre 1997  | South Bend, Indiana         | Notre Dame        | 21–17   |
| 72 | 14 novembre 1998   | Landover, Maryland          | #12 Notre Dame    | 30–0    |
| 73 | 30 octobre 1999    | South Bend, Indiana         | Notre Dame        | 28–24   |
| 74 | 14 octobre 2000    | Orlando, Floride            | #20 Notre Dame    | 45–14   |
| 75 | 17 novembre 2001   | South Bend, Indiana         | Notre Dame        | 34–16   |
| 76 | 9 novembre 2002    | Baltimore, Maryland         | #9 Notre Dame     | 30–23   |
| 77 | 8 novembre 2003    | South Bend, Indiana         | Notre Dame        | 27–24   |
| 78 | 16 octobre 2004    | East Rutherford, New Jersey | Notre Dame        | 27–09   |
| 79 | 12 novembre 2005   | South Bend, Indiana         | #7 Notre Dame     | 42–21   |
| 80 | 28 octobre 2006    | Baltimore, Maryland         | #11 Notre Dame    | 38–14   |
| 81 | 3 novembre 2007    | South Bend, Indiana         | Navy              | 463PR44 |
| 82 | 15 novembre 2008   | Baltimore, Maryland         | Notre Dame        | 27–21   |
| 83 | 7 novembre 2009    | South Bend, Indiana         | Navy              | 23–21   |
| 84 | 23 octobre 2010    | East Rutherford, New Jersey | Navy              | 35–17   |
| 85 | 29 octobre 2011    | South Bend, Indiana         | Notre Dame        | 56–14   |
| 86 | 1re septembre 2012 | Dublin, Ireland             | Notre Dame        | 50–10   |
| 87 | 2 novembre 2013    | South Bend, Indiana         | #25 Notre Dame    | 38–34   |
| 88 | 1er novembre 2014  | Landover, Maryland          | #10 Notre Dame    | 49–39   |
| 89 | 10 novembre 2015   | South Bend, Indiana         | #15 Notre Dame    | 41–24   |
| 90 | 5 novembre 2016    | Jacksonville, Floride       | Navy              | 28–27   |
| 91 | 18 novembre 2017   | South Bend, Indiana         | #8 Notre Dame     | 24–17   |
| 92 | 27 novembre 2018   | San Diego, Californie       | #3 Notre Dame     | 44–22   |
| 93 | 16 novembre 2019   | South Bend, Indiana         | #16 Notre Dame    | 52–20   |
| -  | 24 septembre 2020  | Dublin, Irlande             | Annulé (Covid-19) | -       |
| 94 | 6 novembre 2021    | South Bend, Indiana         | #10 Notre Dame    | 34–06   |
| 95 | 12 novembre 2022   | Baltimore, Maryland         | #20 Notre Dame    | 35–32   |
| 96 | 26 août 2023       | Dublin, Ireland             | #13 Notre Dame    | 42–03   |
| 97 | 26 novembre 2024   | East Rutherford, New Jersey | #12 Notre Dame    | 51–14   |

1. ↑  La NCAA a annulé les 12 victoires de Notre Dame obtenues en 2012[22]
2. ↑  La NCAA a annulé les 9 victoires de Notre Dame obtenues en 2013[22]

## Articles annexes
- Liste des matchs de rivalité en football américain universitaire de la NCAA